# Mulheres em Portugal
Segundo os últimos censos (de 2011), as mulheres em Portugal  ascendem às 5.515.578 e representam 52,22% da população residente. As estimativas de 2020 apontam para uma proporção feminina mais elevada, cerca de 52,81% da população total.

## Cronologia
- 1557:
  - Ruy Gonçalves publica o primeiro livro feminista português, Dos privilégios e prerrogativas que o género feminino tem por direito comum e Ordenações do Reino, mais que o género masculino, em Lisboa[5].
- 1603:
  - As Ordenações Filipinas concedem às mulheres solteiras e viúvas o direito de vender, comprar ou arrendar[5].
- 1777:
  - Primeira mulher chefe do Estado/monarca: rainha Maria I (1777–1816).
- 1790:
  - Por ordem da rainha Maria I, são criadas as primeiras escolas para meninas[5].
- 1807:
  - É fundado o primeiro periódico feminino, O  Correio das Modas[5].
- 1826:
  - Segunda e última mulher chefe do Estado/monarca: rainha Maria II (1826–1828).
- 1868
  - É publicado o primeiro jornal português radicalmente feminista A Voz Feminina[5].
- Década de 1860:
  - A partir desta década, há raparigas a se submeterem a exames de Farmácia na Faculdade de Medicina de Coimbra[6].
- 1870:
  - Mulheres podem ser empregadas telegráficas, profissão recém-criada[5].
- 1880:
  - Primeira mulher a frequentar um curso superior: Elisa Augusta da Conceição Andrade inicia os estudos superiores em Lisboa.
- 1889:
  - Primeira mulher médica: Elisa Augusta da Conceição Andrade torna-se na primeira mulher a exercer medicina no país.
- 1890:
  - Primeira mulher a frequentar a Universidade de Coimbra, a única instituição com esse nome no país até então:  Domitila de Carvalho, licenciada em Matemática (1894), em Filosofia (1895) e em Medicina (1904) pela Universidade de Coimbra, na qual ingressou no ano letivo de 1890/1891 – até a proclamação da República, a presença feminina na universidade mantém-se muito marginal[7][8][6][5].
- 1897:
  - É fundada a Federação Socialista do Sexo Feminino.
- 1899:
  - É fundada a Liga Portuguesa da Paz.
- 1904:
  - Domitila de Carvalho é a primeira mulher a doutorar-se no país ao concluir o doutoramento em Medicina.
- 1907:
  - É criado o Grupo Português dos Estudos Feministas.
- 1908:
  - É fundada a Liga Republicana das Mulheres Portuguesas.
- 1910:
  - O divórcio passa a ser permitido com a Lei do Divórcio, publicada menos de um mês após a instauração da República (Decreto aprovado no dia 3 de novembro e publicado no Diário do Govêrno n.º 26/1910, Série I de 1910-11-04).
- 1911:
  - É fundada a Associação de Propaganda Feminista.
  - Primeira mulher a votar: Carolina Beatriz Ângelo, nas eleições para a Assembleia Nacional Constituinte de 1911, durante a I República.
  - Primeira mulher professora universitária: Carolina Michaëlis, docente de Filologia Germânica na Universidade de Lisboa, mais tarde da Universidade de Coimbra.
- 1912:
  - Primeiras mulheres sócias da Academia das Ciências de Lisboa: Maria Amália Vaz de Carvalho e Carolina Michaëlis.
- 1913:
  - Regina Quintanilha torna-se na primeira mulher advogada no país. Viria a ser também a primeira conservadora de registos, bem como a segunda notária[9].
- 1914:
  - É fundado o Conselho Nacional das Mulheres Portuguesas.
- 1918:
  - O Decreto n.º 4676, de 19 de julho, publicado no Diário do Governo n.º 160/1918, Série I, permite o exercício de várias funções públicas às mulheres, ainda que as afastando de cargos dirigentes.
- 1921:
  - Aurora Teixeira de Castro torna-se na primeira mulher notária no país, após ter pioneira noutras profissões jurídicas[10].
- 1924':
  - Realiza-se o primeiro Congresso Feminista e da Educação, organizado pelo Conselho Nacional das Mulheres Portuguesas e no quadro do International Council of Women.
- 1928:
  - Realiza-se o segundo Congresso Feminista e da Educação.
- 1929:
  - É proibida a venda de fármacos com efeitos contracetivos sem receita médica, bem como a sua publicidade (Decreto 17636, de 21 de Novembro).
- 1930:
  - Primeira mulher polícia: Emília da Conceição Pereira, recrutada para a Polícia de Segurança Pública em 1930[11].
- 1935:
  - Primeiras mulheres deputadas: Domitila de Carvalho, Maria Guardiola e Cândida Parreira, eleitas para a I Legislatura da Assembleia Nacional (1935–1938), pela União Nacional, durante o Estado Novo.
- 1940:
  - A Concordata celebrada com a Santa Sé proíbe o divórcio relativo a casamentos católicos.
- 1942:
  - É proibida a fabricação e venda de acessórios médicos que possam interromper ou perturbar a gravidez e reiterada a proibição de publicidade de contracetivos (Decreto-Lei n.° 32171), embora a pílula contracetiva fosse largamente utilizada desde a sua comercialização, mas para regulação do ciclo menstrual.
- 1967:
  - É fundada a Associação para o Planeamento da Família.
- 1968:
  - A Lei n.º 2135, de 11 de julho, permite às mulheres o acesso ao serviço militar voluntário, limitado a certas funções[12].
- 1970:
  - Primeira mulher membro de um governo: Teresa Lobo, subsecretária de Estado da Saúde e Assistência (1970–1973), no 3.º Governo do Estado Novo.
  - É criado o Grupo de Trabalho para a Definição de uma Política Nacional Global acerca da Mulher, no ano seguinte transformado em Grupo de Trabalho para a Participação das Mulheres na Vida Económica e Social[13].
- 1972:
  - Maria Isabel Barreno, Maria Teresa Horta e Maria Velho da Costa publicam Novas Cartas Portuguesas.
- 1973:
  - É criada a Comissão para a Política Social Relativa à Mulher[13].
- 1974:
  - Primeiras mulheres secretárias de Estado: Lourdes Belchior e Lourdes Pintasilgo, secretárias de Estado da Cultura e Investigação Científica e da Segurança Social, respetivamente, no I Governo Provisório (de maio a julho de 1974).
  - Primeira mulher a exercer funções jurisdicionais: Isabel de Magalhães Colaço (igualmente primeira doutorada em Direito), como conselheira de Estado (1974–1975) e vogal da Comissão Constitucional do Conselho da Revolução (1976–1979), exercendo poderes de fiscalização da constitucionalidade.
  - Primeira mulher ministra: Lourdes Pintasilgo, ministra dos Assuntos Sociais, no II Governo Provisório (de julho a setembro de 1974).
  - É permitido o acesso das mulheres à carreira diplomática, através do Decreto-Lei n.º 308/74 de 6 de junho[14].
  - É permitido o acesso das mulheres às magistraturas, através do Decreto-Lei n.º 251/74, de 12 de junho[15].
  - A lei eleitoral da Assembleia Constituinte (Decreto-Lei n.º 621-A/74, de 15 de novembro, publicado no Diário do Governo n.º 266/1974, 2.° Suplemento, Série I) universaliza o voto a todos os maiores de 18 anos, incluindo as mulheres.
- 1975:
  - Primeira mulher magistrada: Cândida Almeida é nomeada para a carreira de procuradora do Ministério Público[16][17].
  - É criada a Comissão da Condição Feminina (pelo Decreto-Lei n.º 47/75, de 1 de Fevereiro, e virá a ser institucionalizada em 1977 pelo Decreto-Lei n.º 485/77, de 17 de Novembro)[13].
  - Primeiras mulheres candidatas em eleições democráticas: todas as candidatas nas eleições constituintes de 1975.
  - Primeiras mulheres deputadas democraticamente eleitas: as 21 primeiras deputadas constituintes de 1975 (ver a lista).
  - Primeira mulher presidente de uma comissão parlamentar: Sophia de Mello Breyner (PS), presidente da Comissão para Redação do Preâmbulo da Constituição, na Assembleia Constituinte de 1975.
  - Divórcio respeitante a casamento católico volta a ser permitido (a Concordata é revista e o Código Civil é alterado pelo Decreto-Lei n.º 261/75, de 27 de Maio).
  - Primeira mulher embaixadora: Lourdes Pintasilgo, embaixadora de Portugal na UNESCO (1975–1981)[18].
- 1976:
  - É fundada a associação UMAR.
  - Primeiras mulheres presidentes de câmara municipal: Alda Santos Victor (Vagos, CDS), Francelina Chambel (Sardoal, PS), Judite Mendes Abreu (Coimbra, PS), Lurdes Breu (Estarreja, PPD/PSD) e Odete Isabel (Mealhada, PS), eleitas nas autárquicas de 1976[19][20][21].
- 1977:
  - Primeira mulher juíza de direito: Ruth Garcês, que ingressou na magistratura judicial em 1977. Em 1993 tornar-se-ia na primeira juíza desembargadora, ao ascender ao Tribunal da Relação de Lisboa[22].
  - Alteração profunda dos livros de Família e Sucessões do Código Civil (pelo Decreto-Lei n.º 496/77, de 25 de Novembro), com vista, nomeadamente, à igualdade de direitos e deveres dos cônjuges de ambos os sexos e a não discriminação dos filhos nascidos fora do casamento: é extinto o "poder marital" do homem.
- 1979:
  - Primeira mulher primeira-ministra: Lourdes Pintasilgo, líder do V Governo (1979–1980).
  - É criada a Comissão para a Igualdade no Trabalho e no Emprego (Decreto-Lei n.º 392/79, de 20 de setembro)[23].
  - O Decreto-Lei n.º 392/79, de 20 de setembro, publicado no Diário da República n.º 218/1979, Série I, garante às mulheres a igualdade com os homens em oportunidades e tratamento no trabalho e no emprego.
- 1982:
  - O Código Penal de 1982 (art. 153.°) cria o crime de maus tratos entre cônjuges.
- 1984:
  - Primeira mulher medalhada olímpica portuguesa: Rosa Mota (medalha de bronze nos Jogos de 1984 e de ouro nos de 1988 na maratona)[24].
- 1986:
  - Primeira mulher candidata presidencial portuguesa: Lourdes Pintasilgo, nas eleições de 1986, onde obteve 7,38% dos votos na primeira volta.
- 1987:
  - Primeira mulher eurodeputada portuguesa: Lourdes Pintasilgo (pela lista do PS) (1987–1989)[25].
  - A Lei n.º 30/87, de 7 de julho, consagra a defesa do país como dever de todos os portugueses e prevê o serviço militar feminino, mas a título voluntário, distinto do masculino[12].
- 1989:
  - Primeira mulher juíza do Tribunal Constitucional: Assunção Esteves (1989–1998).
- 1990:
  - É fundada a Associação Portuguesa de Apoio à Vítima.
- 1991:
  - A Comissão da Condição Feminina é renomeada Comissão para a Igualdade e para os Direitos das Mulheres (Decreto-Lei n.º 166/91, de 9 de Maio)[13].
  - A Lei n.º 22/91, de 19 de junho, prevê o serviço militar feminino em funções administrativas, logísticas e de serviços[12].
  - Primeira mulher bastonária de uma ordem profissional: Maria de Jesus Serra Lopes, na Ordem dos Advogados (1990–1992).
- 1995:
  - Primeiro grupo parlamentar exclusivamente feminino: grupo do PEV no final da VI Legislatura, formado por Isabel Castro e Heloísa Apolónia (durante breve substituição de André Martins), dupla que se manteve na VII Legislatura (1995–1999).
  - Primeira mulher presidente de um grupo parlamentar: (provavelmente) Isabel Castro, à frente do grupo parlamentar do PEV num período da VI Legislatura e, depois, continuamente, a partir da VII Legislatura (Maria José Nogueira Pinto esteve também à frente do grupo do CDS-PP na VII Legislatura).
  - Primeira mulher vogal do Conselho Superior da Magistratura: Fernanda Isabel Pereira (1995–1998).
- 1998:
  - Primeiro referendo sobre a despenalização do aborto a pedido da mulher, com resultado negativo.
- 1999:
  - Primeiras mulheres bastonárias da ordens dos Enfermeiros, Mariana Diniz de Sousa (1999–2003), a que se seguiu Maria Augusta Sousa (2004–2011), e da dos Arquitetos, Olga Quintanilha (1999–2001), a que seguiu Helena Roseta (2002–2007).
- 2000:
  - O crime de maus tratos entre cônjuges passa a ser crime público, não dependendo o processo criminal de queixa da vítima.
  - Primeira mulher secretária executiva da CPLP: a brasileira Dulce Pereira chefiou a CPLP entre 2000 e 2002.
- 2004:
  - Primeira mulher juíza do Supremo Tribunal de Justiça: Laura Santana Maia (2004–2007)[26].
  - Realiza-se o Seminário evocativo dos 80 anos do I Congresso Feminista e da Educação.
- 2006:
  - Lei da Paridade (Lei Orgânica n.º 3/2006, de 21 de agosto), que obriga a que cada sexo represente no mínimo um terço das listas eleitorais.
- 2007:
  - Descriminalização do aborto a pedido da mulher até às 10 semanas de gravidez, após realização do segundo referendo sobre o assunto, desta vez com resultado positivo.
  - É criada a Comissão para a Cidadania e a Igualdade de Género (Decreto-Lei n.º 164/2007), que sucede à Comissão para a Igualdade e para os Direitos das Mulheres e à Estrutura de Missão contra a Violência Doméstica, absorvendo atribuições da Comissão para a Igualdade no Trabalho e Emprego[13].
  - É autonomizado no Código Penal o crime de violência doméstica (art. 152.°).
  - Primeira mulher bastonária da Ordem dos Farmacêuticos: Irene Silveira (2007–2008), a que se seguiu Elisabete Mota Faria (2008–2009).
- 2008:
  - São abolidas as restrições de sexo quanto a classes e especialidades nas Forças Armadas, com o Despacho n.º 101/MDN/2008, de 6 de junho, do Ministro da Defesa, onde se lê que "nos concursos de admissão às Forças Armadas se respeite o princípio da igualdade de género no acesso a todas as classes e especialidades"[12].
- 2009
  - Primeira mulher juíza do Supremo Tribunal Administrativo: Isabel Marques da Silva (2009–).
- 2011:
  - Primeira mulher presidente do Parlamento: Assunção Esteves, presidente da Assembleia da República na XII Legislatura (2011–2015).
- 2012:
  - Primeira mulher procuradora-geral da República: Joana Marques Vidal, também presidente do Conselho Superior do Ministério Público por inerência (2012–2018).
  - Primeira mulher presidente de uma assembleia legislativa regional: Ana Luís, presidente da Assembleia Legislativa dos Açores nas suas X e XI Legislaturas (2012–2020).
- 2014:
  - Rita Ferro Rodrigues e Iva Domingues fundam a associação Maria Capaz, renomeada depois Capazes.
- 2015:
  - Primeira edição do Festival Feminista do Porto.
  - É criminalizada de forma autónoma a mutilação genital feminina (pela Lei n.º 83/2015, de 5 de agosto).
- 2016:
  - Criação da associação FEMAFRO.
- 2017:
  - Primeira alteração à Lei da Paridade (pela Lei Orgânica n.º 1/2017, de 2 de maio), que elimina as exceções originalmente previstas nesta.
  - Primeira mulher provedora de Justiça: Maria Lúcia Amaral, eleita em 2017 pelo Parlamento com 143 votos a favor em 211[27].
- 2018:
  - Primeira edição do Festival Feminista de Lisboa.
  - É criado o INMUNE - Instituto da Mulher Negra em Portugal.
  - Deputada mulher com maior mandato renuncia: Rosa Albernaz, deputada durante 36 anos (1980–1985 e 1987–2018), pelo PS no círculo de Aveiro, da II à XIII Legislatura[28].
- 2019:
  - Segunda alteração à Lei da paridade (pela Lei Orgânica n.º 1/2019, de 29 de março), aumentado a representação mínima de cada sexo nas listas eleitorais para 40% e agravando a sanção da sua violação.
  - Primeira mulher presidente de um tribunal superior: Dulce Neto, presidente do Supremo Tribunal Administrativo e do Conselho Superior dos Tribunais Administrativos e Fiscais (2019–2024).
  - Primeira mulher comissária europeia portuguesa: Elisa Ferreira (PS), com a pasta da Coesão e Reformas, na primeira Comissão presidida por uma mulher, von der Leyen (2019–)[29].
- 2024:
  - Primeira mulher presidente do Tribunal de Contas: Filipa Urbano Calvão (2024–)[30].
- 2025:
  - Primeira mulher presidente da Assembleia Legislativa da Madeira: Rubina Leal, na XV Legislatura (2025–)[31][32].